# Световен рали шампионат (1974)
Световен рали шампионат – Сезон 1974 година (на английски език – 1974 World Rally Championship season) е кръг от календара на ФИА – Световния рали шампионат1 провеждан през 1974 година. Шампионата е втори под това означение и има 8 състезания, всяко от които се провежда в различна страна на света.
Благодарение на световната петролна криза, този сезон е значително намален, за разлика от учредителния си сезон, който се състои от 8 събстезания в сравнение с предходните 13.
По-важните състезания които отсъстват са Рали Монте Карло и Рали Швеция, въпреки че те ще се върнат още на следващата година и няма да напускат календара до днешни дни. От друга страна други състезания, като тези в Полша и Австрия, никога повече няма да се върнат в календара WRC.
1974 г. е единствената година, в която ФИА организира две събития в Северна Америка.
Рено Алпин не успява да повтаря господстващо си положение от предходната година, и е изместен от върха от италианските производители Ланчия и ФИАТ, които се борят помежду си за титлата през цялата година. ФИАТ 124 Абарт води в по-ранен етап на шампионата, извоювайки победа в Монте Карло, но губи от силно представящия се автомобил Ланчия Стратос HF, който печели три ралита подред.
Ланчия става първи в поредица от три поредни титли, които ще спечели в периода до 1976 година, както и първата от рекордните си общо десет титли в Световния рали шампионат. Форд Ескорт успява да спечели един старт от календара, поставяйки Форд на трето място в шампионата.

## Точкуване за място
- 1-во място: 20 точки
- 2-ро място: 15 точки
- 3-то място: 12 точки
- 4-то място: 10 точки
- 5-о място: 8 точки
- 6-о място: 6 точки
- 7-о място: 4 точки
- 8-о място: 1 точка